# Monica Rappaccini
Monica Rappaccini es una personaje ficticia que aparece en los cómics estadounidenses publicados por Marvel Comics. Apareció por primera vez en Amazing Fantasy # 7 (2005), creada por Fred Van Lente y Leonard Kirk. El personaje se representa como el Científico Supremo de la organización supervillana A.I.M.

## Biografía de la personaje ficticia
El primer invento de Monica fue un cuchillo eléctrico para ayudar a su madre a cortar jamón; ella nunca superó la feria de ciencias a un modelo de volcán de salsa de tomate.
Mientras se matriculó como estudiante de bioquímica en la Universidad de Padua, Monica Rappaccini fue a la Universidad Estatal del Desierto de Nuevo México para estudiar y compartió una breve relación con el estudiante de física Bruce Banner. La despiadada Mónica usó su relación para explotar la experiencia en radiación de Banner para su propia investigación. Luego de obtener su doctorado, Monica se convirtió rápidamente en una innovadora de antitoxinas y antídotos de renombre mundial para varios venenos ambientales y casi ganó el Premio Nobel. 
Reconociendo los muchos fallos ambientales y políticos de la Civilización Occidental, Monica decidió que era demasiado corrupto para existir. Se unió a una serie de organizaciones terroristas, primero el grupo de izquierda pan europeo Black Orchestra, luego Advanced Idea Mechanics (o AIM para abreviar), donde tuvo una breve relación con su compañero agente George Tarleton. Haciendo venenos en lugar de curarlos, la experiencia de Mónica con las toxinas le permitió ascender rápidamente a través de las filas de AIM. Ella implantó su propia hija y varios otros hijos recién nacidos de miembros de AIM con anticuerpos meméticos y los lanzó al mundo como agentes AIM, Waker sin conocimiento de su herencia, programados para viajar instintivamente al biohaven AIM más cercano cuando sus anticuerpos se activaron a los dieciséis años. La hija de Monica fue criada en Vermont como Carmilla Black por agentes encubiertos de A.I.M.
Mónica pasó a la clandestinidad durante casi dos décadas, estudiando posibles fuentes de poder como la inteligente Uni-Power y orquestando ataques contra el capitalismo, como el ataque con gas basado en dioxinas en Hong Kong. Cuando el Científico Supremo de AIM fue asesinado por la creación renegada M.O.D.O.K., Mónica se convirtió en la cabeza de la facción escindida de AIM que permaneció independiente del control de M.O.D.O.K. Tras las numerosas derrotas de M.O.D.O.K., el grupo escindido de Mónica absorbió más células en una facción rival importante, y se convirtió en Científica Suprema de este "verdadero" AIM. Como líder de AIM, Monica rara vez hizo trabajo de campo, prefiriendo actuar a través de agentes y apoderados.
Cuando dirigió un ataque AIM contra el Instituto de Investigación Médica del Ejército de los Estados Unidos para Enfermedades Infecciosas, fue frustrada por su hija de 19 años, que desde entonces se unió a S.H.I.E.L.D. y se convirtió en la heroína disfrazada de Escorpión. Rappaccini eludió la captura y pronto intentó utilizar el Uni-Power que funcionaba mal, pero sus planes fueron frustrados por Escorpión y varios héroes que se unieron con Uni-Power
Su facción AIM estuvo involucrada en una guerra civil AIM que atrajo a Ms. Marvel y S.H.I.E.L.D., luego de que Ms. Marvel frustró un plan para convertir a M.O.D.O.K. en una bomba, Rappaccini reunió a la organización bajo su control.
Mónica se infiltró en la banda de supervillanos de M.O.D.O.K., 11 M.O.D.O.K., con el nuevo robot Ultra-Adaptoide de AIM que se hace pasar por el Camaleón). Intentó evitar que M.O.D.O.K. obtuviera el arma Hypernova y borrara toda la vida en la Tierra. Ella tiene un objetivo declarado para evitar que AIM cree "inventos que den la vuelta y traten de destruirnos". Al final, M.O.D.O.K. había ganado la Hypernova y Monica le dio mil millones de dólares a cambio, lo cual había sido el plan de M.O.D.O.K. todo el tiempo, ya que había descubierto que la Hypernova se volvería inestable y explotaría. La base de AIM fue destruida en la explosión y M.O.D.O.K. cree que Mónica está muerta.
Durante la historia del Dark Reign, se revela que sobrevivió y entra en conflicto con Pájaro Burlón y Ronin. También contrata a Deadpool para recuperar un lote de M.O.D.O.C. para bebés, mejorado para deformar la realidad desde la sede de H.A.M.M.E.R.
Después de un intento fallido de persuadir a Hank Pym para que se uniera a AIM, Monica y sus seguidores quedaron varados en Charnel-Tierra cuando la Avispa desactivó la pantalla dimensional de su instalación.
Monica y AIM se unen más tarde con Norman Osborn después de que escapa de la prisión y las reformas H.A.M.M.E.R. Después de la derrota de Norman Osborn, Monica y AIM terminan retirándose.
Durante la historia de Avengers vs. X-Men, Noh-Varr localiza una base AIM secreta donde se esconden Monica Rappaccini y los agentes de AIM que escaparon tras la derrota de Norman Osborn. Los Vengadores atacan la base y arrestan a Monica y los otros miembros de AIM que estaban presentes en ese momento.
Luego escapó de la prisión y luchó contra Nadia Pym, la tercera Avispa.

## Poderes y habilidades
Un genio bioquímico, Mónica es una de las principales autoridades del mundo en materia de toxinas orgánicas. Sus inventos incluyen el sistema linfático mejorado de los agentes Waker AIM que les otorga inmunidad total a todas las armas biológicas, químicas y radiológicas; anticuerpos meméticos, microbios sintéticos que atacan la psique humana y desencadenan memorias e impulsos precodificados; drogas alucinógenas que producen alucinaciones programadas antes de ser absorbidas en el sistema; y muchas armas innovadoras de destrucción masiva, desde ataques de gas a bombas de nanobacterias. El cinturón de uniforme AIM de Rappaccini contiene un dispositivo de sincronización que le permite teletransportarse distancias cortas. Ella tiene muchos dispositivos diferentes a mano, variando según la situación y el oponente; Cuando se enfrentó a Hank Pym capturada, admitió que tenía ciento cincuenta y siete métodos para contenerlo.

## Otras versiones

### Casa de M
Cuando la mutante Bruja Escarlata ha deformado la realidad de la Tierra en una sociedad dominada por los mutantes, Mónica trabajó al lado de Escorpión y Hulk para derrocar al gobierno fascista gobernador mutante Éxodo en Australia. Cuando Hulk se convirtió en el nuevo líder de Australia, el plan secreto de Mónica para crear un ejército cibernético para derrocar a los gobernantes mutantes de la Tierra quedó al descubierto. Negando cualquier conocimiento del ejército, Monica prometió restaurar la humanidad de los cyborgs. Cuando esta realidad retorcida se deshizo, una Monica desorientada se encontró varada en Australia junto a Bruce Banner. Evadiendo el intento del Escorpión de arrestarla, Monica regresó a AIM.

### Cabeza de la Muerte 3.0 (Tierra-6216)
En la línea de tiempo futura alternativa en Death's Head 3.0, Monica creó el Uni-Alias, una variante artificial de Uni-Power de Capitán Universo. Décadas más tarde, la nieta de Monica, Varina Goddard, científica sénior en el futuro AIM, usó el Uni-Alias como fuente de energía para el robot Death's Head en su intento de asesinar al Secretario General de las Naciones Unidas.

### Ant-Man: Enemigo Natural
Monica aparece en la novela de 2015 Marvel Ant-Man: Natural Enemy por Jason Starr. Aquí, Mónica captura a Hank Pym encogido y lo iba a convertir en su mascota, pero luego intenta matar a Pym arrojándolo al inodoro. Se revela que Monica asesinó animales cuando era niña (especialmente hormigas) en la novela.

## En otros medios

### Televisión
- Monica Rappaccini aparece en la segunda temporada de Spider-Man, episodio, "School of Hard Knocks", con la voz de Grey DeLisle.[12] Ella es una Científica Suprema de AIM que supervisa su frente en un internado de élite llamado la Academia Bilderberg mientras se hace pasar por su directora. Dentro de su habitación con la etiqueta 237, realizó un experimento con estudiantes seleccionados que les permiten tener los poderes combinados del Capitán América, Capitána Marvel y Hulk capturados. Después de someter a uno de los estudiantes que escaparon, Spider-Man se infiltra en la Academia Bilderberg donde se encuentra con Ms. Marvel a quien Iron Man le ha asignado hacer lo mismo. Cuando se enfrentan a Rappacccini, ella manipula al estudiante Grady Scraps para que sincronice los poderes con un estudiante llamado Douglas y un estudiante al azar. Debido a que Grady lo sobrecargó al ser arrojado a la cámara, Spider-Man y Ms. Marvel revierten el procedimiento justo a tiempo para que Iron Man y Black Widow detengan a los agentes AIM implicados y se los entreguen a la policía.
- Monica Rappaccini aparece en la serie animada M.O.D.O.K., con la voz de Wendi McLendon-Covey. Esta versión del personaje es un científico de A.I.M. y rival de trabajo de M.O.D.O.K..[13]

### Videojuegos
- Monica Rappaccini en su aparición de Científico Supremo aparece en Marvel Powers United VR, con la voz de Jennifer Hale.[14]
- Monica Rappaccini como la científica suprema de A.I.M. aparece en Marvel Strike Force.
- Monica Rappaccini aparece en Marvel's Avengers, con la voz de Jolene Andersen. Esta versión sirve como un alto ejecutivo de A.I.M., ayudando al Dr. George Tarleton en sus esfuerzos por controlar la creciente población Inhumana mientras también actúa como su cuidador personal después de que fue mutado debido a la exposición a un cristal Terrigen. Sin embargo, finalmente descubre que las inyecciones que Rappaccini administró se derivaron de la sangre del Capitán América y aceleró su mutación en su lugar. Enfurecido, le inyecta a Rappaccini y la deja por muerta. Sin embargo, en una escena de créditos intermedios, se muestra que Rappaccini ha sobrevivido y se hace cargo de AIM como Científico Supremo después de que los Vengadores derrotaron a Tarleton para reunirse con la junta directiva de la organización, prometiendo renovar los experimentos de A.I.M. y desarrollar nueva tecnología.[15] En las expansiones de DLC "Taking AIM" y "Future Imperfect", lidera a A.I.M. en la construcción de una puerta del tiempo para trabajar con Nick Fury, Hawkeye y su yo futuro para evitar una invasión Kree. Sin embargo, mientras desarrollaba el Cubo Cósmico para detener a los extraterrestres, congeló a la futura Rappaccini y a todos los que la rodeaban a tiempo, mientras que el resto del mundo cayó en el caos.